# Hieronymus Bosch
Hieronymus Bosch — российская дэт-метал-группа.

## История
Группа была основана в ноябре 1993 года в Москве. Названа в честь художника Иеронима Босха. Первый состав группы был таков: Владимир Лейвиман (гитара), Олег Левкович (бас), Павел Богородицкий (барабаны), Всеволод Горбенко (вокал). В декабре появилась первая демозапись. Спустя месяц Hieronymus Bosch отыграли свой первый концерт. Сразу после записи демо группу покинул Олег Левкович, и все басовые партии в группе стал исполнять Всеволод Горбенко.
В июле 1994 группа записала студийное демо, названное «Petra Scandali». В него вошли 6 песен.
В январе 1995, на студии Aria Records, музыканты записали свой первый полноформатный альбом, названный Human Abstract. Альбом увидел свет осенью 1995.
К началу 1996 года группа активно работает над новым материалом. Рабочий процесс был приостановлен осенью 1996 года из-за отъезда из страны лидера группы, Владимира Лейвимана. В 1998 Hieronymus Bosch воссоединяется, чтобы записать новый материал, но неожиданно умирает Павел Богородицкий. После этого работа группы приостанавливается вплоть до 2003 года. Музыканты приглашают нового ударника Андрея Ищенко. В том же году коллектив покинул Вячеслав Молчанов, на его место пришёл Денис Катасонов. Весной 2004 года на лейбле CD-Maximum был переиздан ремастерированный Human Abstract.
В конце 2004 группа записала свой второй альбом, названный «Artifical Emotions», который увидел свет в 2005 году.
Третий альбом группы «Equivoke» был выпущен в 2008 году. Материал был записан в Швеции, продюсером диска стал известный музыкант и владелец студии «Sonic Train Studios» Энди ЛаРок.
7 ноября 2011 года Владимир Лейвиман на [vkontakte.ru/id14086996 своей странице Вконтакте] на вопрос фаната ответил: «босха нет как группы. у меня новая группа, готовлю альбом :)».

## Дискография
- 1994 — Petra Scandali
- 1995 — Human Abstract (переиздан в 2004)
- 2005 — Artificial Emotions
- 2008 — Equivoke